# راؤف حجييف
راؤف سولطان أغلو حجييف (بالأذربيجانية: Rauf Soltan oğlu Hacıyev) ملحن، الفنان الشعب للجمهورية الأذرية الاشتراكية السوفيتية (1960)، الفنان الشعب في الاتحاد السوفيتي (1978).

## حياته
ولد راؤف حجييف في 15 مايو، عام 1922, في مدينة باكو. لم تفتح عينيه حتى وصل من عمره 3 سنوات، ثم افتتح بصره.

## إبداعاته
هو ألف الموسيقى لما يصل إلى 15 فيلما. «عندما الظلال تتحرك»، «أين أحمد»، «سر واحد من القلاع»، «الأحجار الأسود». لعب عزير حاجبيوف دورًا مهمًا في تشكيل راؤف كملحن. وإكتسبت شهيرة أغنياته التالية بين الفنانين وعشاق الموسيقى:
"حبيبي"، بلدي أذربيجان"، "أغنية غنائية"، بأتي الربيع"، "مدينة محبوبة"، أغنية عن باكو"، "ليلة"، "غزال".
إشتهر راؤف حجييف بأعماله «سمور»، «مينجا تشيفير»، «نشيد الشباب».
ألف راؤف حجييف سبعة أوبريت.
أول أوبريت الذي قدم على المسرح هو «روميو جارتي» (1960، فيلم 1963)
توفي راؤف حجييف في 19 سيبتمبر، عام 1995، في باكو.

## أعماله

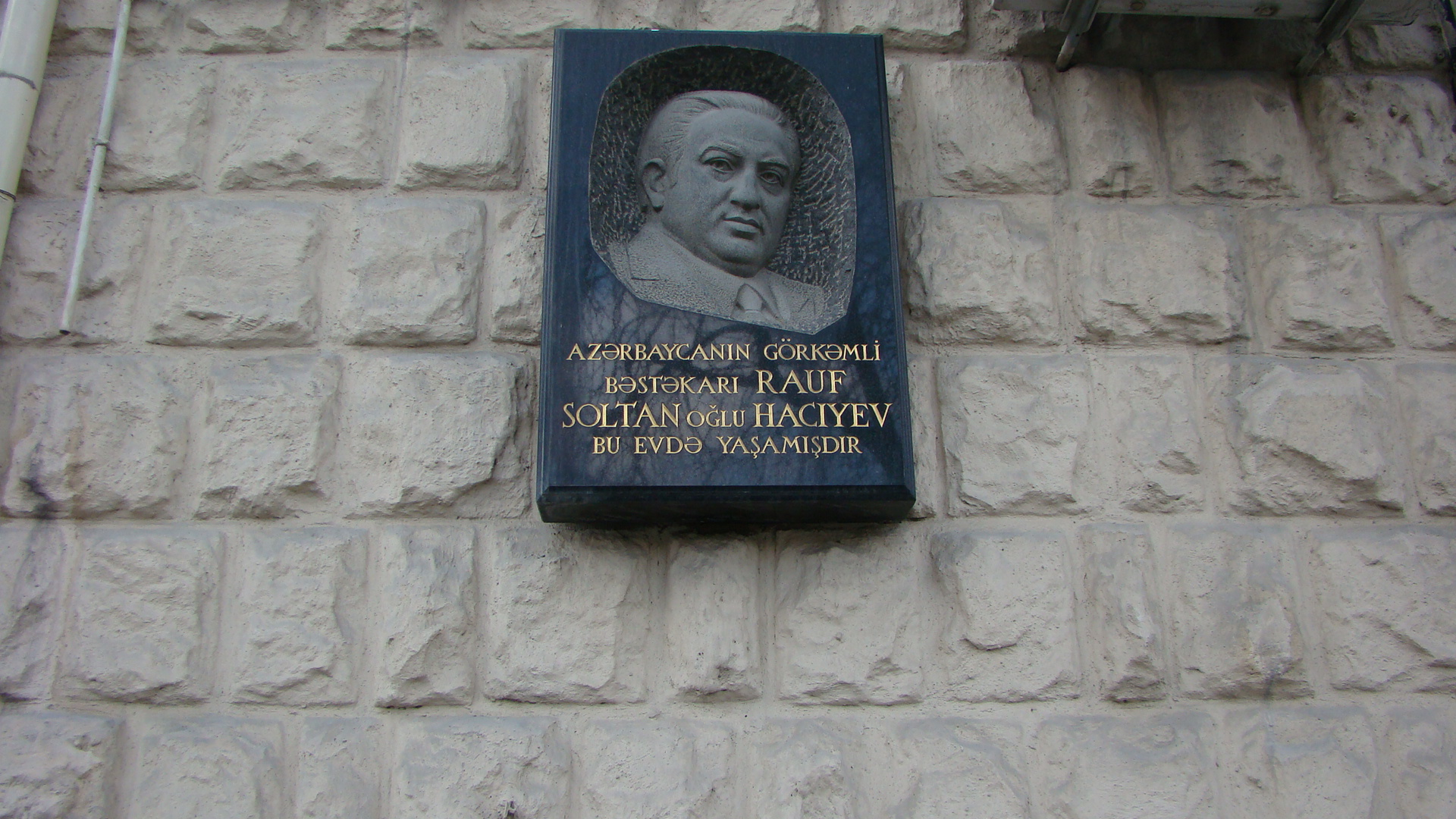
البيت الذي عاش راؤف حجييف فيه

### أوبريت
- «روميو جارتي» (1960)
- «حبي» (1963)
- أسير قوقاز" [4]
- «أنا أتزوج» (1976)
- «في الطريق»

### باليه
- «يلي» (1969) الرقص منمنمة
- «لزجيهنكي» (1969) الرقص منمنمة
- «متتابعة (موسيقى)» الرقص منمنمة
- «ثلاث ثورة» (1973)
- «شعلة» (1976)

## روابط خارجية
- راؤف حجييف على موقع IMDb (الإنجليزية)
- راؤف حجييف على موقع ميوزك برينز (الإنجليزية)